# Ipari ingatlan
Meghatározásuk szerint az ipari ingatlanok olyan speciális ingatlanok, amelyeket gyártási, szerelési vagy más ipari, technológiai folyamat befogadására, kiszolgálására létesítettek. Az ipari ingatlannak számos altípusa létezik.
Ipari ingatlannak minősülnek például a különféle raktárak, amelyeket különféle termékek tárolására, válogatására és szállítására használnak, illetve a logisztikai központok, amelyek hasonló szerepet töltenek be, a termékek mozgatását segítve a kiinduló és a célállomás között. Az ipari ingatlanokon belül általában vegyesen oszlanak meg a termelésre és raktározásra, azaz kifejezetten ipari célokra alkalmazott terek, helyiségek, illetve az adminisztrációs célokra használt irodák, gyakran egyetlen épület osztozik. A kifejezetten gyártásra berendezett terek is változatosak lehetnek. Lehet szó egyszerű műhelynek berendezett, kisebb, mobil gépekkel felszerelt helyiségekről, csarnokokról, vagy éppen kifejezetten az adott célra épített, nagyméretű gépsorokkal beépített ingatlanokról, nehézipari létesítményekről.

## Kapcsolódó fogalmak
Az ipari ingatlanok hivatalosan gazdasági vagy ipari területek, ipari vagy logisztikai parkok részei is lehetnek, illetve lehetnek raktárbázisok, gyárak, üzemek. Ezen fogalmak pontos meghatározásai támpontot adnak az ipari ingatlan pontos besorolását illetően.

### Ipari terület
20. § (1) Az ipari terület, olyan gazdasági célú ipari építmények elhelyezésére szolgál, amelyek más beépítésre szánt területen nem helyezhetők el.
(2) Az ipari terület lehet:
1. jelentős mértékű zavaró hatású terület,
2. egyéb terület.
(3) A jelentős mértékű zavaró hatású ipari terület a különlegesen veszélyes (pl. tőz-, robbanás-, fertőzésveszélyes), bűzös vagy nagy zajjal járó gazdasági tevékenységhez szükséges építmények elhelyezésére szolgál.
(4) Az egyéb ipari terület elsősorban az ipari, az energiaszolgáltatási és a településgazdálkodás építményei elhelyezésére szolgál.
(5) Az ipari gazdasági területen - a jelentős mértékű zavaró hatású ipari terület kivételével - a 31. § (2) bekezdésében leírtak figyelembevételével kivételesen elhelyezhető:
1. a gazdasági tevékenységi célú épületen belül a tulajdonos, a használó és a személyzet számára szolgálólakások,
2. egyházi, oktatási, egészségügyi, szociális épületek.

### Gazdasági terület
18. § (1) A gazdasági terület elsősorban gazdasági célú építmények elhelyezésére szolgál.
(2) A gazdasági terület lehet:
1. kereskedelmi, szolgáltató terület,
2. ipari terület.

### Ipari park
Az ipari park olyan telepszerűen létesített ipari és szolgáltató létesítmények együttese, amely főként kis- és középvállalkozások számára a kor színvonalán képes biztosítani a korszerű gyártmányok előállításához, a modern technológiák alkalmazásához nélkülözhetetlen feltételeket.
A park egyfelől a termelőtevékenységhez elengedhetetlenül szükséges fizikai infrastruktúra (energia, víz, telefon, szennyvíztisztító stb.) igénybevételét teszi lehetővé, másfelől pedig olyan szolgáltatásokkal (szellemi infrastruktúra) segíti a vállalkozókat, amelyek nélkülözhetetlen részei a sikeres üzletvitelnek (pl. ügyvitelszervezés, pénzügyi-számviteli ügyintézés, PR, marketing, külkereskedelem bonyolítása, hitel ügyintézés, beruházási, fejlesztési, jogi tanácsadás stb.).
A park körülhatárolt működéséről gazdasági társaság gondoskodik.

### Logisztikai park
Általában professzionális ingatlanfejlesztő által fejlesztett raktár, esetleg könnyűipari felhasználású terület, ahol egy kézben marad a tulajdonjog. Az épületeket (elsősorban raktárak és az azokat kiszolgáló irodák) bérbeadással hasznosítják, az ügyfelek elsősorban logisztikai szolgáltatók. A terület a tehergépjárművek számára jó közlekedési adottságok rendelkezik.

### Raktárbázis
Olyan raktározási terület, ahol több raktárépület található, de nem sorolható be a logisztikai parkok sorába.

### Gyár
A gyár logisztikai, termelési, készlettervezési, beszerzési egység, ahol anyagi javakat állítanak elő.

### Üzem
A vállalat funkcionális területi, vagy technológia szempontból elhatárolható egysége, melynek célja valamely fogyasztói igényű kielégítése és ezzel a tevékenységével nyereség elérése.

## Ipari ingatlanok típusai
Az ipari ingatlanok jellemzően ipari területeken, logisztikai parkokban helyezkednek el.

### Technikaorientált ingatlanok
Olyan ipari ingatlanok, amelyeket egy speciális technológiai folyamat működtetése céljából hoztak létre, kizárólag erre a meghatározott technológiai folyamatra alkalmasak. Ilyenek lehetnek például a sörgyárak vagy az erőművek különféle típusai.

### Többfunkciós ipari ingatlanok
Olyan általános, többcélú ingatlanok, amelyek többféle ipari típusú tevékenység végzésére is alkalmasak vagy alkalmassá tehetőek. Ezek közé soroljuk általában az olyan ipari épületeket, amelyek nem bizonyos termékek előállítására használatosak, hanem raktárként vagy üzemcsarnokként hasznosíthatóak, így például többféle gyártósor is telepíthető beléjük, azaz lényegében a diszponibilis épületeket, ingatlanokat.

### Vegyes, technológiaorientált üzemek és egyéb, általános használatot is biztosító ingatlanok
Ezek az előző két típus hibridjei, azaz olyan telephelyek, gyárak és üzemek, ahol megtalálhatóak a technológia-orientált és diszponibilis, szabadon hasznosítható elemek egyaránt. Ilyenek lehetnek például a speciálisan bizonyos termékek előállítására használatos üzemek, amelyek kiterjedt csatolt raktárakkal, szabad területekkel rendelkeznek, mint például a papírgyárak és a faipari üzemek.

## A magyarországi ipariingatlan-piac
Az ipari és kereskedelmi ingatlanok piaca a rendszerváltást megelőzően, az 1988-as társasági törvény megjelenésekor indult jelentősebb fejlődésnek Magyarországon, amelyet a hosszú távú stabilitást ígérő ingatlan-befektetések és az 1990-ben megkezdődött privatizáció is erősített.
A 2014. első negyedévi adatok szerint a magyarországi ipari ingatlanok iránti kereslet 55650 négyzetmétervolt, ami jelentősen, 77 százalékkal meghaladta az egy évvel korábbi adatokat, a forgalom legnagyobb részét (72 százalékát) ugyanakkor nem az újonnan kötött szerződések, hanem a szerződéshosszabbítások tették ki. A 2014. március végi adatok szerint a teljes magyarországi modern ipari ingatlan állomány 1 847 995 négyzetméterre rúgott, a kihasználatlanság pedig 21,5 százalékos volt.